# Asas de Portugal

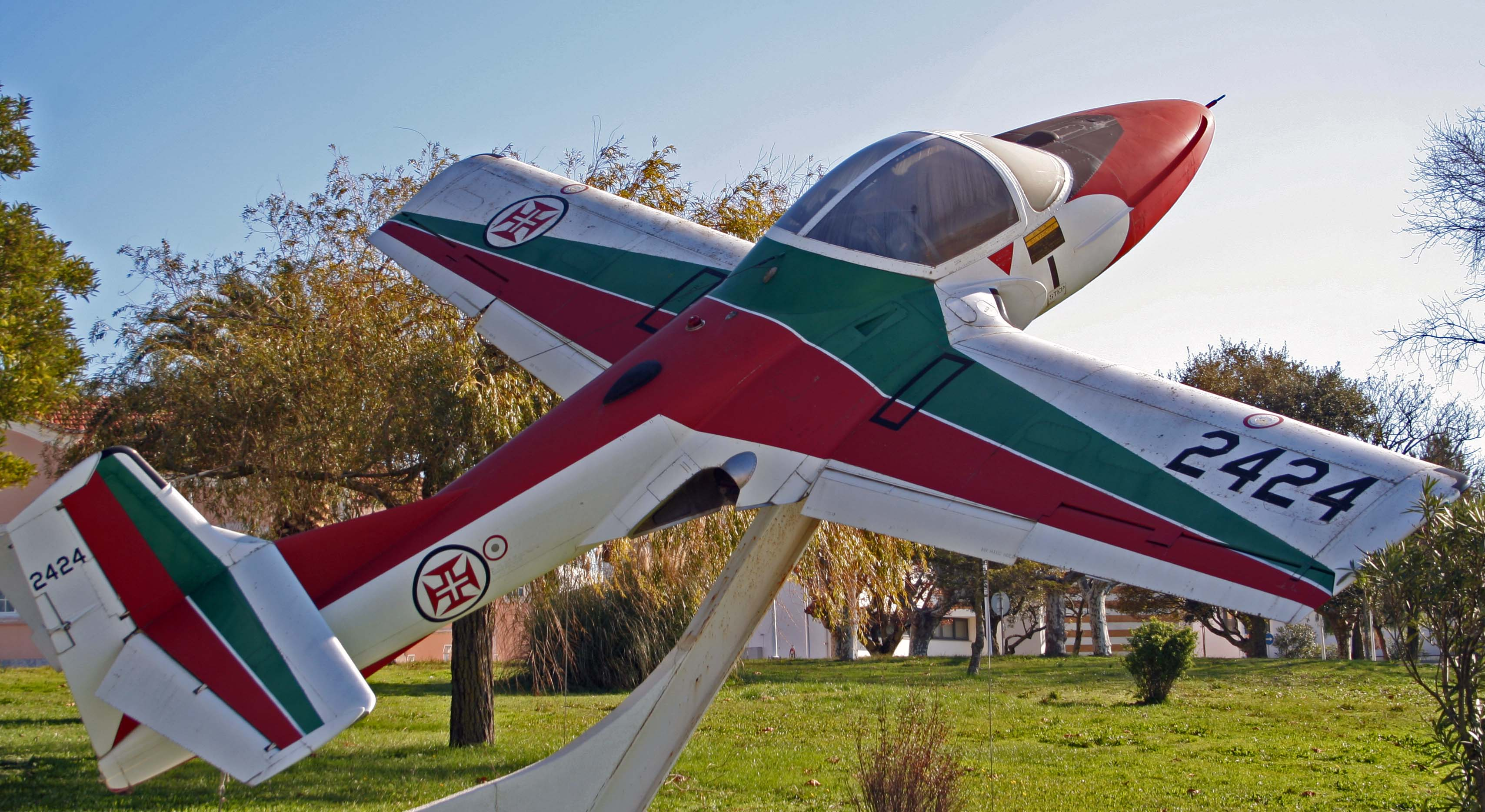
Cessna T-37 w barwach zespołu

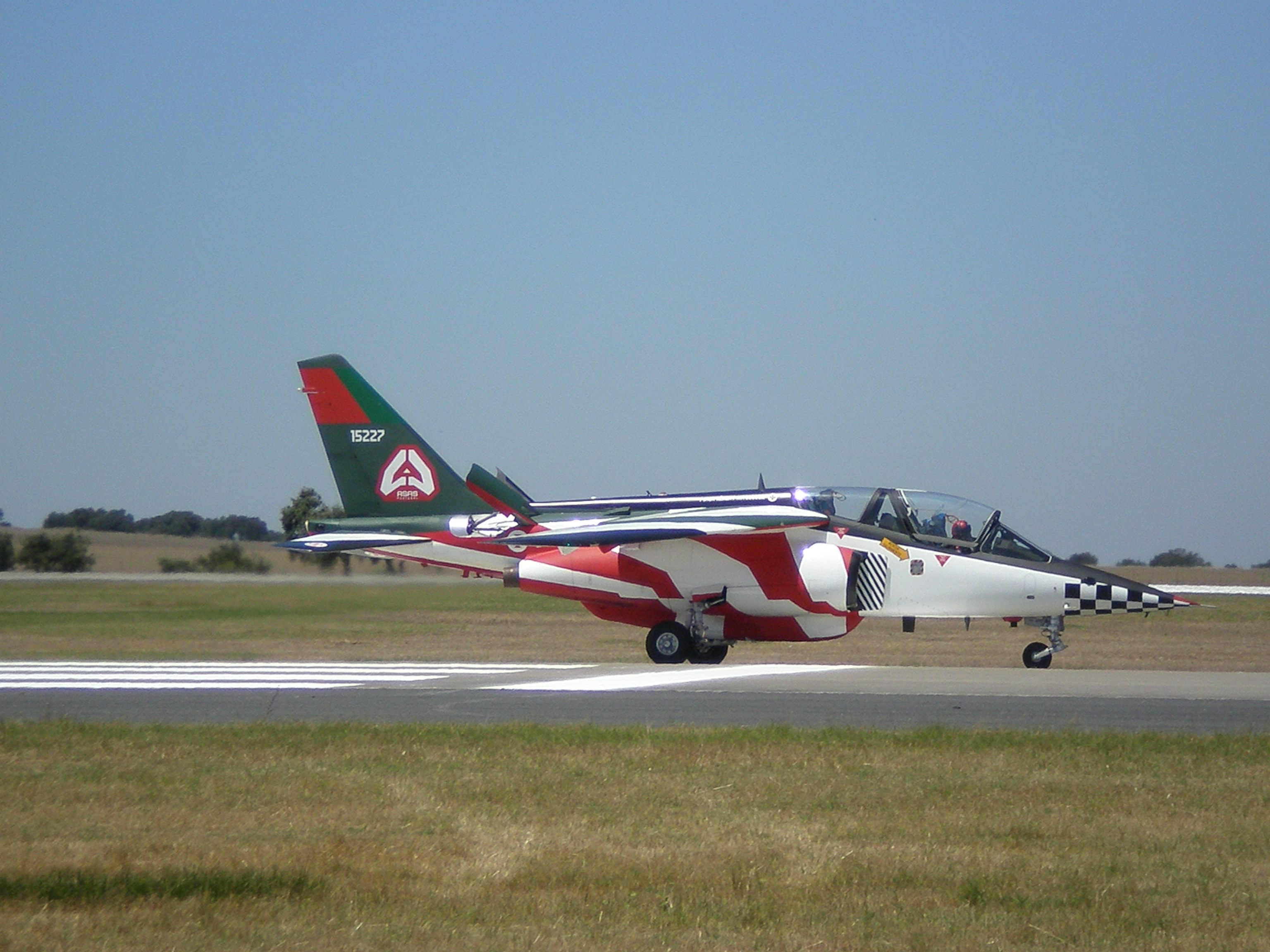
Alpha Jet w barwach zespołu

Asas de Portugal – zespół akrobacyjny sił powietrznych Portugalii działający oficjalnie od 2005 roku.

## Historia
W całej swojej historii zespół wielokrotnie zawieszał swoją działalność. Piloci bazy zaczęli trenować akrobację w latach 50. XX wieku. Używano do tego celu samoloty F-84 Thunderjet. Oficjalnie grupę sformowano w 1977, 
wyposażając zespół w samoloty Cessna T-37. Działalność uznano za nieopłacalną i zespół zlikwidowano w 1990 roku. Od 1997 zespół na nieco ponad rok wznowił swoją działalność. Wtedy do zaczęto eksploatować samoloty szkolne Dassault/Dornier Alpha Jet produkcji francuskiej. W 1998 ponownie grupa zaprzestał działania. Jeszcze krócej, bo zaledwie na pół roku 2001 zespół reaktywowano. Piloci ów czas ani razu nie wzbili się w powietrze podczas oficjalnych pokazów. Ponownie zespół zaczął latać w 2005, na tych samych Alpha Jetach. Samoloty przemalowano w narodowe barwy, wyposażono w smugacze. Zespół od tamtej pory ani razu nie zaprzestał działania. Piloci  prezentowali się w wielu miejscach kontynentu europejskiego.